# M-theorie

Schema

De M-theorie is een poging tot een overkoepelende beschrijving (unificatietheorie) van de verschillende bestaande snaartheorieën.
Verschillende snaartheoretici hadden al opgemerkt dat de vijf dan bekende tiendimensionale snaartheorieën sterke overeenkomsten vertoonden, en het was bekend dat er tussen verschillende van deze theorieën zogeheten dualiteiten bestonden, manieren om de ene theorie in de andere te transformeren.
Edward Witten poneerde in 1995 dat het mogelijk zou moeten zijn een theorie in elf dimensies te formuleren die een overkoepelende beschrijving (unificatie) geeft van die vijf typen snaartheorie, alsmede van een elfdimensionale vorm van superzwaartekracht (een type veldentheorie dat supersymmetrie en de algemene relativiteitstheorie verenigt).
Waar men tot dan toe dacht dat hooguit een van de vijf snaartheorieën de juiste zou kunnen zijn, leek het nu mogelijk deze te verenigen tot één overkoepelende theorie. De eendimensionale snaren in ieder van de vijf tiendimensionale snaartheorieën zijn in wezen doorsneden van tweedimensionale membranen in de elfdimensionale M-theorie. Hierin zou "M" voor "membraan" kunnen staan. Bepaalde fysici opperden dat de "M" wellicht Mysterieus, Magisch, Matrix of Moeder zou kunnen betekenen. Witten zelf stelde dat de "M" staat voor murky (wat zoveel betekent als 'ondoordringbaar' of 'vunzig'). De hogerdimensionale objecten zijn dan de zogenaamde branen, die genoemde snaren en membranen als "doorsnede" bevatten, dus zelf weer allerlei materiedeeltjes in zich kunnen dragen, die evenwel dimensionaal zijn opgesloten.
Het is echter nog niet duidelijk hoe de M-theorie er precies uit zou moeten zien, en een volledige niet-perturbatieve wiskundige formulering is nog niet voorhanden. Op grond van de bestaande formuleringen van de afzonderlijke snaartheorieën en de verbanden daartussen is het echter wel mogelijk bepaalde resultaten over deze theorie af te leiden en bepaalde eigenschappen ervan te bewijzen.